# 門司市
門司市（日语：／ Moji shi */?）是過去位於日本福岡縣東北部企救半島的一個行政區劃，已於1963年2月10日與八幡市、戶畑市、小倉市、若松市合併為北九州市。但在合併為北九州市後的同年4月1日，因北九州市升格為政令指定都市，北九州市又將原屬門司市的區域設立為門司區，現在的門司區轄區即與過去門司市的轄區相同。

## 歷史
1889年日本實施町村制，舊門司市的轄區在當時分屬文字關村、柳浦村、東鄉村、松江村四個行政區劃，隨著作為港口的機能開始快速發展，1894年文字關村更名並升格為門司町，1899年進一步升格為門司市，柳浦村在改制更名為大里町後於1923年併入門司市，東鄉村和松江孫也先後於1929年和1942年併入門司市，此後幾乎整個企救半島區域皆成為門司市的轄區。
1963年，門司市與周邊的八幡市、戶畑市、小倉市、若松市合併為北九州市，但在同年由於北九州市升格為政令指定都市，因此原屬門司市的區域再次被設立為現在的門司區。